# Droga wojewódzka 595
Die Droga wojewódzka 595 (DW 595) ist eine 16 Kilometer lange Droga wojewódzka (Woiwodschaftsstraße) in der polnischen Woiwodschaft Ermland-Masuren, die Barczewo (Wartenburg i. Ostpr.) mit Jeziorany (Seeburg) verbindet. Die Strecke liegt im Powiat Olsztyński (Kreis Allenstein).

## Streckenverlauf
Woiwodschaft Ermland-Masuren, Powiat Olsztyński
-  Barczewo (Wartenburg in Ostpreußen) (DK 16)
- Łapka (Lapkaabfindung)
- Kronowo ((Groß) Cronau)
- Kronówko (Klein Cronau)
- Stare Włóki (Alt Vierzighuben)
- Kostrzewy (Zehnhuben)
-  Jeziorany (Seeburg) (DW 593)